# Provinz Neuquén
Neuquén [newˈken] ist eine Provinz im Westen Argentiniens am nördlichen Rand von Patagonien. Die Hauptstadt der Provinz ist das gleichnamige Neuquén. Am 27. Juli 1955 wurde das vormalige Territorium zur Provinz erhoben.

## Geographie
Die Provinz grenzt an die Provinz Mendoza im Norden, an die Provinz Río Negro im Südosten, an Chile im Westen. Außerdem hat die Provinz im Nordosten einen Berührungspunkt mit der Provinz La Pampa.

## Bevölkerung
Bis zur Eroberung durch die Truppen des Generals Julio Argentino Roca während der Wüstenkampagne in den Jahren 1877–1879 war Neuquén überwiegend von Mapuche besiedelt; der Name Neuquén leitet sich ab vom Wort Nehuenken, das in ihrer Sprache, dem Mapudungun, so viel bedeutet wie „der Reißende“ und sich ursprünglich auf den Río Neuquén bezog. Heute (2006) existieren in der Provinz etwa 50 Mapuche-Gemeinden mit zusammengenommen knapp 10.000 Einwohnern. Schätzungsweise 40 % der Bevölkerung Neuquéns haben indigene Wurzeln. Im Februar 2006 hat die verfassunggebende Versammlung der Provinz den Mapuche den Status der Urbevölkerung zuerkannt.
Mehr als die Hälfte der Bevölkerung (etwa 360.000 Einwohner) lebt im Departamento Confluencia, wo die Hauptstadt Neuquén angesiedelt ist. So beträgt die Bevölkerungsdichte etwa sieben Einwohner je Quadratkilometer in der gesamten Provinz und etwa 50 Einwohner je Quadratkilometer im Departamento Confluencia.
Die Einwohnerzahl der Provinz stieg von 243.850 (1980) auf 710.814 Einwohner im Jahre 2022 bei 7,6 Einwohnern pro km². Das Bevölkerungswachstum ging dabei nach 1980 kontinuierlich zurück (1980–1990 59,46 %, 1990–2000 21,49 %, 2000–2010 16,07 %).

## Wichtige Städte
- Neuquén, Hauptstadt, Industrie- und Handelszentrum der Provinz, als Agglomeration ca. 450.000 Einwohner. Der Ballungsraum schließt auch die Stadt Cipolletti in der Nachbarprovinz Río Negro mit ein.
- Zapala im Zentrum der Provinz, geprägt von der Erdölförderung, ca. 32.000 Einwohner
- Cutral-Có im Westen der Provinz, geprägt von Erdöl- und Erdgasförderung, ca. 36.000 Einwohner
- San Martín de los Andes im Südwesten, gelegen am See Lago Lacár, beliebter Urlaubsort mit etwa 28.000 Einwohnern

## Verwaltungsgliederung
Die Verwaltungsgliederung der Provinz Neuquén basiert auf den Regelungen der Provinzverfassung von 1957, die in den Jahren 1994 und 2006 modifiziert wurde. Danach ist sie in 16 Departamentos aufgeteilt. Diese wiederum sind in Gemeinden (Municipios) unterteilt, die nach ihrer Einwohnerzahl in drei Kategorien eingeteilt wurden. Hinzu kommen als vierte Kategorie die sogenannten Comisiones de Fomento, in der die Gemeinden bis 500 Einwohner zusammengefasst sind.

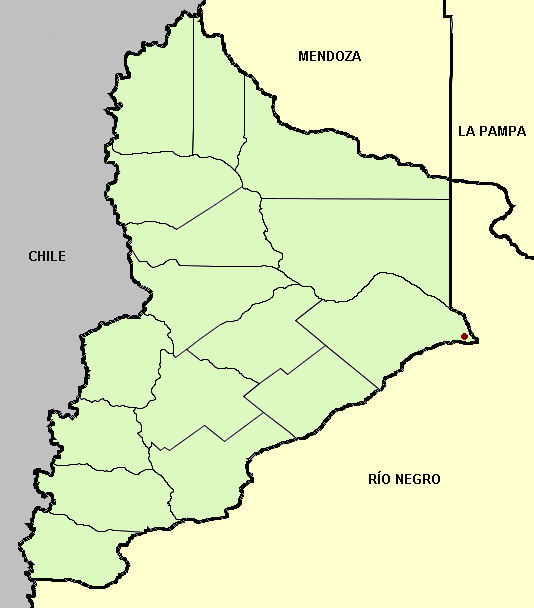
Verwaltungsgliederung

| Departamento | Hauptstadt              | Fläche in km² | Einwohner |
| ------------ | ----------------------- | ------------- | --------- |
| Aluminé      | Aluminé                 | 4.660         | 0010.244  |
| Añelo        | Añelo                   | 11.655        | 018.166   |
| Catán Lil    | Las Coloradas           | 5.490         | 002.676   |
| Chos Malal   | Chos Malal              | 4.330         | 18.368    |
| Collón Curá  | Piedra del Águila       | 5.730         | 004.835   |
| Confluencia  | Neuquén                 | 7.352         | 468.794   |
| Huiliches    | Junín de los Andes      | 4.012         | 020.973   |
| Lácar        | San Martín de Los Andes | 4.930         | 039.596   |
| Loncopué     | Loncopué                | 5.506         | 007.698   |
| Los Lagos    | Villa La Angostura      | 4.230         | 15.555    |
| Minas        | Andacollo               | 6.225         | 9.267     |
| Ñorquín      | El Huecú                | 5.545         | 5.609     |
| Pehuenches   | Rincón de los Sauces    | 8.720         | 29.753    |
| Picún Leufú  | Picún Leufú             | 4.580         | 5.087     |
| Picunches    | Las Lajas               | 5.913         | 8.495     |
| Zapala       | Zapala                  | 5.200         | 45.698    |

## Wirtschaft
Die Förderung von Erdöl und Erdgas bildet den Pfeiler der Wirtschaft der Provinz, die gemeinsam mit Chubut den Großteil der extraktiven Industrie Argentiniens ballt. Weiterhin ist die Stromproduktion mittels drei großer Wasserkraftwerke (Piedra del Águila mit 1,4 GW, El Chocón mit 1,34 GW und Alicurá mit 1,04 GW) ein wichtiger Wirtschaftszweig. Die Landwirtschaft ist nur regional von Bedeutung, insbesondere im Tal der Flüsse Limay und Neuquén, wo insbesondere Obst produziert wird. Der Tourismus konzentriert sich auf die Orte San Martín de los Andes und Villa La Angostura sowie auf das Thermalbad Copahue mit dem angeschlossenen Wintersportgebiet Caviahue, alle drei Gebiete liegen in der Andenregion.